# Богдановский сельский совет (Шосткинский район)
Богдановский сельский совет (укр. Богданівська сільська рада) — входит в состав
Шосткинского района
Сумской области
Украины.
Административный центр сельского совета находится в 
с. Богдановка
.

## Населённые пункты совета
- с. Богдановка
- с. Пироговка

## Ликвидированные населённые пункты совета
- с. Купрашин